# 안동 봉정사 화엄강당
안동 봉정사 화엄강당(安東 鳳停寺 華嚴講堂)은 경상북도 안동시 봉정사에 있는, 조선시대의 건축물이다. 1967년 6월 23일 대한민국의 보물 제448호로 지정되었다.

## 개요
천등산 기슭에 있는 봉정사는 신문왕 2년(682) 의상대사가 지었다고 한다. 부석사를 세운 의상대사가 부석사에서 종이로 봉황새를 만들어 날려 보냈는데, 그 새가 내려앉은 자리에 절을 짓고 봉정사라 이름지었다는 전설이 전한다.
화엄강당은 스님들이 불교의 기초 교학을 배우는 곳이다.『양법당중수기』등의 기록에 따르면 같은 경내에 있는 극락전과 대웅전을 17세기에 고쳐 지었을 때 화엄강당도 함께 고쳤을 것으로 추정한다.
규모는 앞면 3칸·옆면 2칸이며 지붕은 옆면에서 볼 때 사람 인(人)자 모양과 비슷한 맞배지붕이다. 지붕 처마를 받치기 위해 장식하여 짜은 구조가 기둥 위에만 있는 주심포 양식이다. 이 부재들이 다른 기법과 섞여 절충형식을 보이고 있는 점이 특징인데 대웅전보다 간결한 형태의 장식성을 사용하였다. 또한 강당으로 사용되는 건물이기 때문에 기둥은 낮지만 공포를 크게 잡아 겉모습의 균형을 살리고 있다. 2칸은 방이고 1칸은 부엌으로 되어 있으며 부엌과 방 사이에는 벽장을 설치하였다.
차분하고 안정감 있게 지은 건물로 우리나라 전통 건축사에 귀중한 자료가 되고 있는 문화재이다.

## 사진

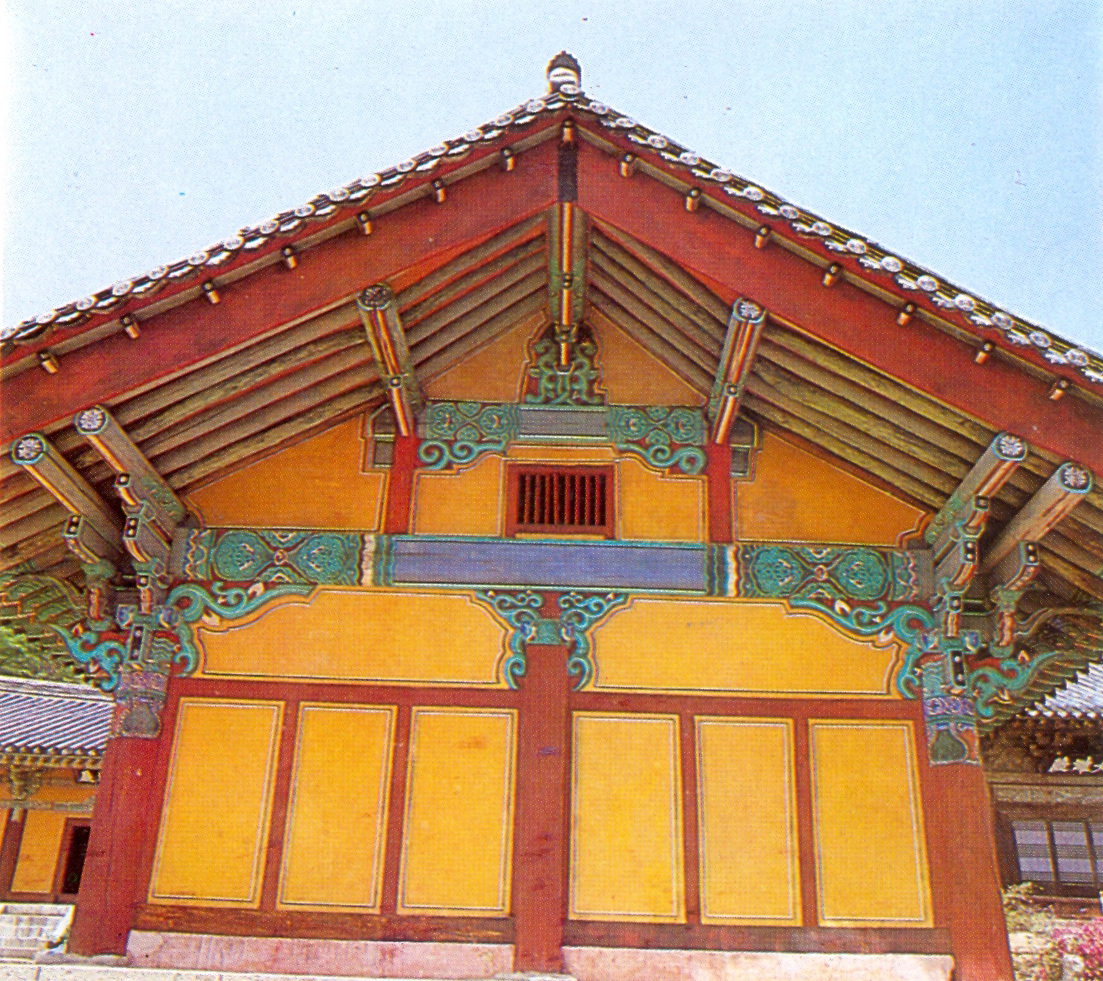
옆모습

## 같이 보기
- 봉정사

## 참고 자료
- 안동 봉정사 화엄강당 - 국가유산청 국가유산포털